# Шон Доерті
Шон Доерті (англ. Sean Doherty; нар. 8 червня 1995, Норт Конвей, Нью-Гемпшир, США) — американський біатлоніст.  Багаторазовий чемпіон та призер чемпіонатів світу з біатлону серед юніорів. Учасник етапів кубку світу з біатлону. Учасник зимових олімпійських ігор в Сочі в 2014 році.